# SNCF X 76500
De X 76500 zijn treinstellen van de SNCF voor Transport express régional. Het is de dieselversie van de AGC, en wordt daarom ook wel XGC genoemd.

## Beschrijving
In 2002, nadat alle regio's met succes hun TER-netwerken hadden gelanceerd won de Canadese fabrikant Bombardier de concessie voor het bouwen van 700 nieuwe Autorail grande capacité-treinen. Deze bestelling was de grootste in de geschiedenis van de SNCF totdat de Régiolis en Regio2N (te leveren vanaf 2013) besteld werden, vanwege de veelzijdigheid van dit materiaal en de variatie in drie aandrijfmogelijkheden: diesel, elektrisch en bi-mode. Er bestaan twee lengtes voor dit type materieel: drie of vier wagons.
De treinstellen X 76757/758 t/m X 76763/764, alsmede X 76833/834 zijn nooit gebouwd, na de elektrificatie van enkele trajecten.

### Prijs
De prijs van een driedelig treinstel is 4.235.000 euro.

## Diensten
- Moulins - Clermont-Ferrand
- Tours - Chinon
- Nice - Sospel - Breil-sur-Roya - Tende
- Strasbourg - Wissembourg
- Strasbourg - Molsheim - Obernai - Barr - Sélestat
- Strasbourg - Molsheim - Rothau - Saales - Saint-Dié-des-Vosges
- Strasbourg - Sarreguemines
- Strasbourg - Haguenau - Bitche
- Strasbourg - Saverne
- Strasbourg - Lauterbourg
- Caen - Rennes (de treinen behoren tot de regio Basse-Normandie)
- Caen - Le Mans (de treinen behoren tot de regio Basse-Normandie)
- Caen - Rouen (de treinen behoren tot de regio Basse-Normandie)
- Trouville-Deauville - Cabourg (de treinen behoren tot de regio Basse-Normandie)
- Besançon - Valdahon - Morteau
- Dijon-Ville - Dole-Ville - Andelot - Champagnole - Morez - St Claude
- Clermont-Ferrand - Roanne - Lyon
- Clermont-Ferrand - Aurillac
- Clermont-Ferrand - Moulins - Dijon
- Reims - Laon
- Laon - Paris-Nord
- Nancy - Pont Saint Vincent - Contrexéville - Merrey - Culmont-Chalindrey
- Orléans - Lyon
- Amiens - Abbeville
- Amiens - Compiègne
- Amiens - St Quentin
- Amiens - Tergnier - Laon
- Sorgues - Carpentras

## Galerij

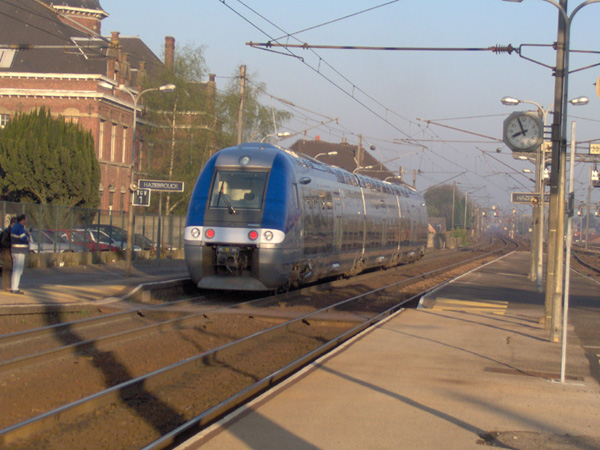
X 76515/516 op Station Hazebrouck.
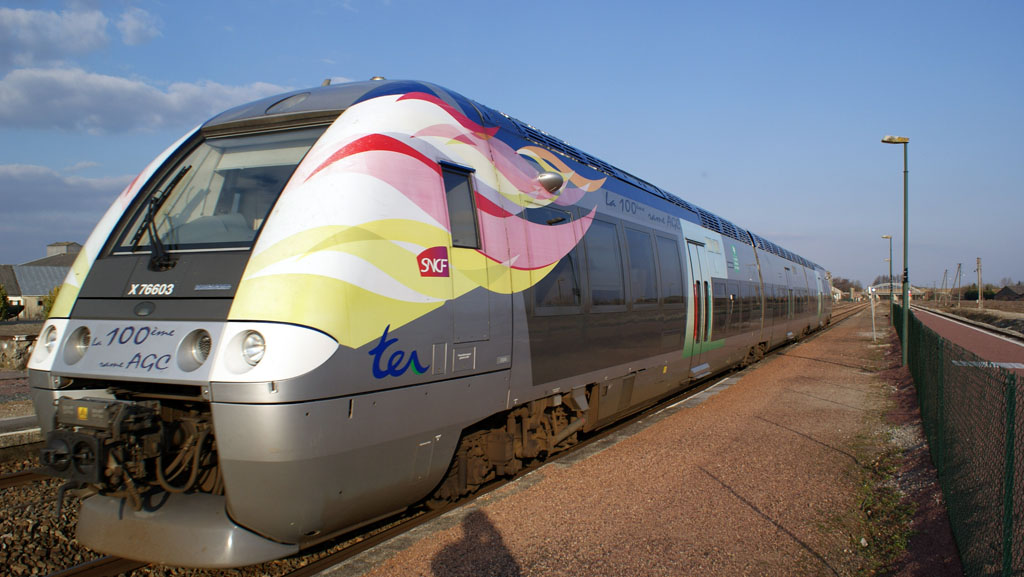
100ste AGC-trein op Station Chaulnes.
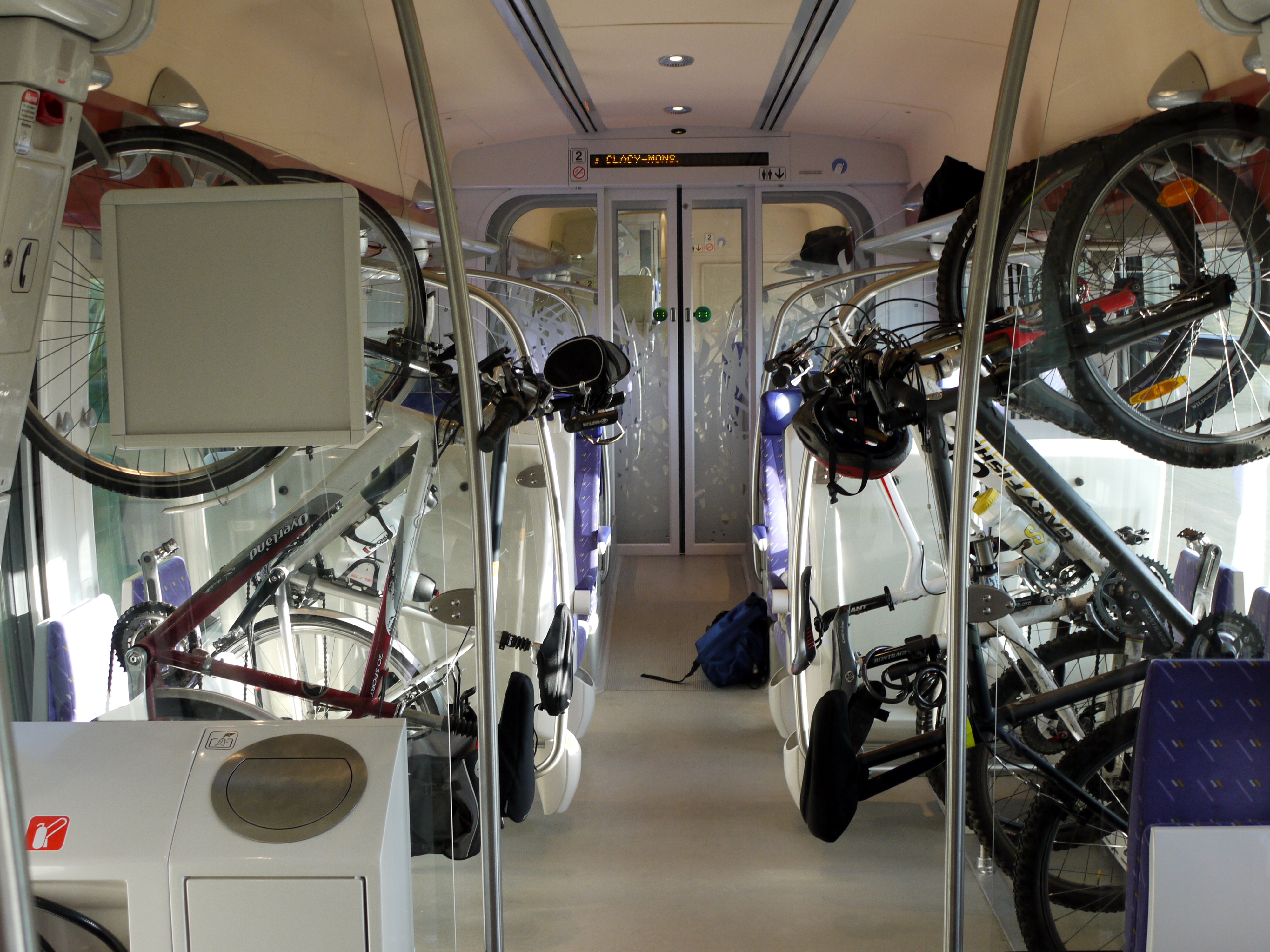
Fietsruimte in een TER Picardie-trein.
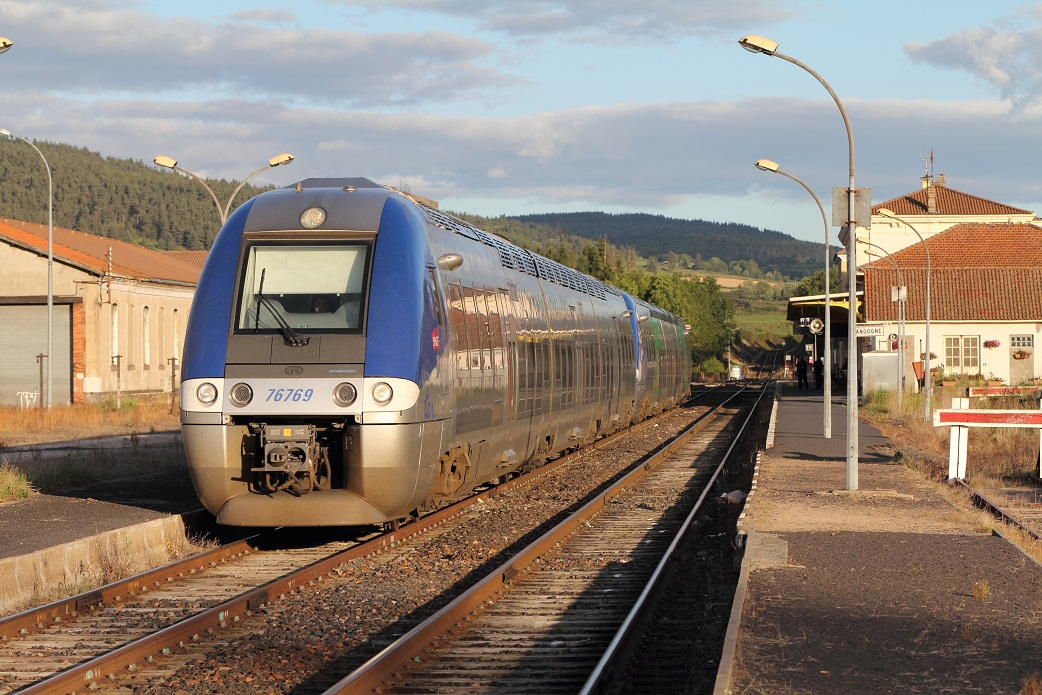
X 76769/70.